# Diocesi di Antsirabé

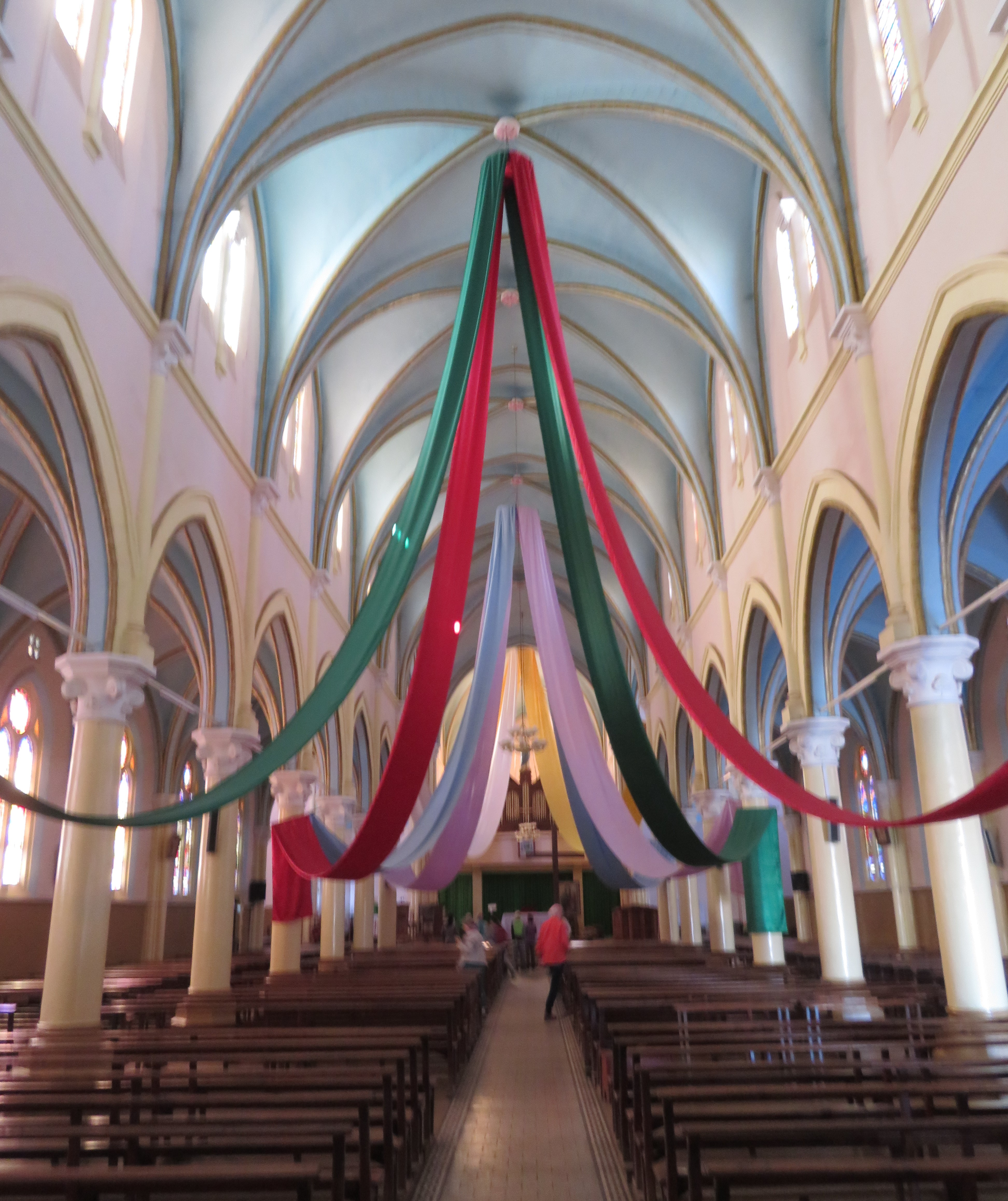
Interno della cattedrale

La diocesi di Antsirabé (in latino Dioecesis Antsirabensis) è una sede della Chiesa cattolica in Madagascar suffraganea dell'arcidiocesi di Antananarivo. Nel 2022 contava 1.059.141 battezzati su 2.319.609 abitanti. È retta dal vescovo Jean Pascal Andriantsoavina.

## Territorio
La diocesi si trova al centro del Madagascar, occupando la regione di Vakinankaratra e altre porzioni minori e limitrofe nella provincia di Antananarivo.
Sede vescovile è la città di Antsirabé, dove si trova la cattedrale di Nostra Signora de La Salette.
Il territorio si estende su 16.000 km² ed è suddiviso in 34 parrocchie.

## Storia
La prefettura apostolica di Betafo fu eretta il 15 maggio 1913 con il decreto Quo christiani della Congregazione di Propaganda Fide, ricavandone il territorio dal vicariato apostolico del Madagascar centrale (oggi arcidiocesi di Antananarivo).
Il 24 agosto 1918 la prefettura apostolica fu elevata a vicariato apostolico con il breve Laeto semper accipimus di papa Benedetto XV.
Il 10 gennaio 1921 in forza del decreto Quo in nonnullis della Sacra Congregazione di Propaganda Fide assunse il nome di vicariato apostolico di Antsirabé, luogo dove fu trasferita la sede vicariale.
Il 23 maggio 1933 con il breve  Catholicae fidei di papa Pio XI furono stabiliti nuovi confini con il vicariato apostolico di Tananarive (oggi arcidiocesi di Antananarivo).
L'8 gennaio 1938 cedette una porzione del suo territorio a vantaggio dell'erezione della prefettura apostolica di Morondava (oggi diocesi).
Il 14 settembre 1955 il vicariato apostolico è stato elevato a diocesi con la bolla Dum tantis di papa Pio XII.

## Cronotassi dei vescovi
Si omettono i periodi di sede vacante non superiori ai 2 anni o non storicamente accertati.
- François-Joseph Dantin, M.S. † (24 giugno 1913 - 5 luglio 1941 deceduto)
- Edouard Rostaing, M.S. † (24 febbraio 1942 - 18 maggio 1946 deceduto)
- Joseph-Paul Futy, M.S. † (13 febbraio 1947 - 10 marzo 1955 dimesso)
- Claude Rolland, M.S. † (19 dicembre 1955 - 15 ottobre 1973 deceduto)
- Jean-Maria Rakotondrasoa, M.S. † (28 febbraio 1974 - 19 giugno 1989 ritirato)
- Philibert Randriambololona, S.I. † (19 giugno 1989 succeduto - 17 dicembre 1992 nominato arcivescovo di Fianarantsoa)
- Félix Ramananarivo, M.S. † (11 novembre 1994 - 13 novembre 2009 ritirato)
- Philippe Ranaivomanana † (13 novembre 2009 - 6 settembre 2022 deceduto)
- Jean Pascal Andriantsoavina, dal 10 luglio 2023

## Statistiche
La diocesi nel 2022 su una popolazione di 2.319.609 persone contava 1.059.141 battezzati, corrispondenti al 45,7% del totale.
| anno | popolazione | popolazione | popolazione | presbiteri | presbiteri | presbiteri | presbiteri                | diaconi | religiosi | religiosi | parrocchie |
| anno | battezzati  | totale      | %           | numero     | secolari   | regolari   | battezzati per presbitero | diaconi | uomini    | donne     | parrocchie |
| ---- | ----------- | ----------- | ----------- | ---------- | ---------- | ---------- | ------------------------- | ------- | --------- | --------- | ---------- |
| 1950 | 127.652     | 236.580     | 54,0        | 28         | 3          | 25         | 4.559                     |         | 41        | 47        | 2          |
| 1958 | 180.421     | 333.580     | 54,1        | 12         | 2          | 10         | 15.035                    |         | 74        | 66        | 2          |
| 1970 | 270.293     | ?           | ?           | 55         | 5          | 50         | 4.914                     |         | 58        | 132       | 22         |
| 1980 | 362.548     | 628.709     | 57,7        | 40         | 11         | 29         | 9.063                     |         | 83        | 134       | 3          |
| 1990 | 580.834     | 992.049     | 58,5        | 52         | 23         | 29         | 11.169                    |         | 88        | 181       | 26         |
| 1994 | 504.643     | 952.664     | 53,0        | 81         | 45         | 36         | 6.230                     |         | 121       | 234       | 25         |
| 2000 | 728.000     | 1.300.000   | 56,0        | 89         | 37         | 52         | 8.179                     |         | 116       | 256       | 25         |
| 2001 | 729.000     | 1.315.000   | 55,4        | 89         | 39         | 50         | 8.191                     |         | 115       | 267       | 25         |
| 2002 | 732.305     | 1.332.500   | 55,0        | 85         | 43         | 42         | 8.615                     |         | 106       | 344       | 24         |
| 2003 | 736.400     | 1.341.300   | 54,9        | 87         | 47         | 40         | 8.464                     |         | 121       | 354       | 25         |
| 2004 | 728.000     | 1.318.000   | 55,2        | 107        | 48         | 59         | 6.803                     |         | 192       | 332       | 25         |
| 2006 | 799.574     | 1.355.000   | 59,0        | 118        | 56         | 62         | 6.776                     |         | 193       | 293       | 25         |
| 2012 | 845.245     | 1.903.300   | 44,4        | 115        | 58         | 57         | 7.349                     |         | 184       | 288       | 27         |
| 2015 | 908.335     | 2.001.599   | 45,4        | 119        | 72         | 47         | 7.633                     |         | 259       | 411       | 29         |
| 2018 | 954.504     | 2.103.337   | 45,4        | 148        | 83         | 65         | 6.449                     |         | 310       | 382       | 31         |
| 2020 | 1.011.774   | 2.229.537   | 45,4        | 146        | 88         | 58         | 6.929                     |         | 293       | 373       | 33         |
| 2022 | 1.059.141   | 2.319.609   | 45,7        | 177        | 119        | 58         | 5.983                     |         | 228       | 394       | 34         |